# Eita Kasagawa
Eita Kasagawa (笠川 永太 Kasagawa Eita?), född 15 oktober 1990 i Fukuoka prefektur, är en japansk fotbollsspelare.
Kasagawa började sin karriär 2009 i Avispa Fukuoka. 2016 flyttade han till Albirex Niigata Singapore. Han avslutade karriären 2016.